# Metanarrativ
En metanarrativ eller en stor fortælling er en term udsprunget af postmodernismen, som refererer til en narrativ, der står over andre narrativer.
En metanarrativ er den, hvor ud fra det afgøres, hvilke andre narrativer, der er betydende og centrale – endog gyldige – og hvilke der er marginale og evt. truende for strukturen og ideologien i den.
Helt konkret skyldes termen Jean-François Lyotard, som betegnede videnskrisen – egentlig legitimitetskrisen – i den postmoderne tilstand som udsprunget af de store fortællingers død.

## Eksempler på "store fortællinger"
- Fremskridtstroen: Det vestlige menneskes tillid til, at videnskaben og teknologien med tiden vil løse alle problemer og besvare alle gåder.
- Marxismen: Troen på, at der kommer et klasseløst samfund.
- Kønsrollerne: Den vedvarende overbevisning om, at "mænd er sådan", men "kvinder er ikke sådan".
- Nationaliteten: Skolelærdommen om, at danskheden bygger på en lang, rodfæstet og selvstændig kultur.